# Wernher (Priester)
Priester Wernher, ein vermutlich aus Augsburg stammender Kleriker, war ein frühmittelhochdeutscher Dichter. Über seine Lebensumstände gibt es keine sicheren Erkenntnisse, jedenfalls ist er nicht identisch mit Werner von Tegernsee. Im Jahr 1172 schrieb er die „Driu liet von der maget“ („Drei Dichtungen von der Jungfrau“), die unter Rückgriff auf apokryphe Quellen (Pseudo-Matthäus, Liber de infantia sanctae Mariae et Christi Salvatoris) das Leben der Maria schildern.
Das Werk berichtet die Geschichte der Eltern und der Geburt Marias, ihre Jugend (dreijährige Maria im Tempel), Vermählung und Empfängnis und die Kindheit Jesu bis zur Rückkehr aus Ägypten, der Ausblick auf den Tod, die Auferstehung und das Jüngste Gericht. Bei der Figur der Maria wird ihre Jungfräulichkeit hervorgehoben und so der Gegensatz zur Erbsünde seit Eva dargestellt. Marias Leben ist in dieser Dichtung völlig Teil des göttlichen Heilsplans. Stilistisch wurde eine Nähe zur frühhöfischen Dichtung sowie eine persönlicher, lyrischer Grundzug festgestellt.